# Arte contemporáneo africano
Muchas de las denominadas artes tradicionales de África están todavía en pleno uso y vigencia.
Como en todos los periodos artísticos, coexisten actualmente en África importantes innovaciones junto con significativos conservadurismos estilísticos. En años recientes, los avances en los medios de comunicación experimentados en el continente africano han facilitado la dispersión y difusión a gran escala de las diversas formas artísticas entre sus distintas culturas. Hoy, por ejemplo, algunas máscaras de estilo nigeriano se están usando con asiduidad entre las poblaciones de Ghana y otras tribus de la costa de Guinea.
El arte africano ha estado también sujeto a influencias exteriores. Por ejemplo, la arquitectura y los motivos decorativos islámicos pueden verse en muchas de las manifestaciones artísticas de la zona norte, especialmente en Nigeria, Malí, Burkina Faso y Níger. Motivos estampados similares a los utilizados en la India, se han encontrado en las esculturas y máscaras de los ibibio y efik, a lo largo de la costa sur de Nigeria.
Algunos artistas contemporáneos han adoptado temas cristianos para los diseños de puertas, artesonados y pilas bautismales de las iglesias y catedrales del África cristiana.
En fechas recientes, los artistas han encontrado sus principales fuentes de mecenazgo en los bancos, establecimientos comerciales, oficinas gubernamentales y cortes de los nuevos países. El turismo también ha contribuido a favorecer la demanda de arte africano, especialmente máscaras decorativas y esculturas ornamentales de ébano o marfil, dentro de los límites oficialmente permitidos.
El desarrollo de las escuelas de arte y arquitectura en las ciudades del África subsahariana ha alentado a los artistas a trabajar en nuevos materiales, como el cemento, el óleo y otras pinturas, tinta, piedra, aluminio y una gran variedad de medios gráficos. Las imágenes y diseños así creados reflejan una vibrante fusión entre la tradición africana y el Occidente contemporáneo.
Artistas como Twins Seven Seven y Ashira Olatunde, ambos de Nigeria, o Nicholas Mukomberanwa, de Zimbabue, o Eric Adjetey Anang, de Ghana o Amadou Camara Gueye, de Senegal se cuentan entre los más brillantes seguidores de estas nuevas formas de creación artística.

## Galería de arte contemporáneo africano
- African Contemporary Art Gallery http://www.africancontemporary.com

- Datos: Q5706636